# Balansia
Genre
Balansia, est un genre de champignons de la famille des Clavicipitaceae comprenant 30-40 espèces. Il parasite les ovaires de graminées, de cypéracées ou de juncacées.

## Liste d'espèces
Selon GBIF (29 juillet 2022) :
- Balansia ambiens Möller
- Balansia andropogonis Syd., P.Syd. & E.J.Butler
- Balansia aristidae (G.F.Atk.) Diehl
- Balansia asperata Massee
- Balansia borealis Tranzschel
- Balansia brevis (Berk. & Broome) Höhn.
- Balansia brunnans E.A.Lewis & J.F.White
- Balansia caricis Hosag.
- Balansia chusqueicola Henn.
- Balansia claviceps Speg.
- Balansia clavulus (Berk. & M.A.Curtis) Lloyd
- Balansia concinna Syd.
- Balansia cynodontis Syd.
- Balansia cyperacearum (Berk. & M.A.Curtis) Diehl
- Balansia cyperi Edgerton
- Balansia discoidea Henn.
- Balansia epichloe (Weese) Diehl
- Balansia gigas Racib.
- Balansia granulosa (Chardón) J.F.White & P.V.Reddy
- Balansia hemicrypta Diehl
- Balansia henningsiana (Möller) Diehl
- Balansia heringeri Bat. & Peres
- Balansia madagascariensis Vienn.-Bourg.
- Balansia nidificans Syd. & P.Syd.
- Balansia nigricans (Speg.) J.F.White, T.E.Drake & T.I.Martin
- Balansia obtecta Diehl
- Balansia oryzae-sativae Hashioka
- Balansia panici (Massee) Petch
- Balansia piluliformis (Berk. & M.A.Curtis) Diehl, 1950
- Balansia redundans Möller
- Balansia regularis Möller
- Balansia sacchari Lenné
- Balansia sessilis Henn.
- Balansia strangulans (Mont.) Diehl
- Balansia trachypogonis Doidge
- Balansia trichloridis Speg.
- Balansia volkensii (Henn.) Castell. & Cif.